# 斯捷帕尼夫卡 (柳巴希夫卡區)
47°54′39″N 30°12′5″E / 47.91083°N 30.20139°E
斯泰帕尼夫卡（烏克蘭語：Степанівка）是位於烏克蘭西南部的村莊，由敖德萨州波季利斯克区的柳巴希夫卡市鎮負責管轄。該村始建於1840年，面積0.44平方公里，海拔高度107米，2001年人口29，人口密度每平方公里65.76人。